# Abdominal
Abdominal, pseudonimo di Andrew Bernstein, detto Andy (Toronto, 7 febbraio 1974), è un rapper canadese.

## Biografia
Cresciuto a Toronto, ha formato il suo primo gruppo rap Rushholme con Dj Serious e Scott C, con cui ha registrato diverse tracce fino all'incontro nel 1998 con Dj Fase con cui ha composto il duo Abs & Fase che ha prodotto il singolo in edizione limitata Vinyl Frontier. Questo lavoro ha attirato l'attenzione di Dj Format che ha chiamato Abdominal alla collaborazione nel suo primo album Music For the Mature B-Boy, pubblicato nel 2003. Dal 2003 al 2005 i due hanno viaggiato in tour in Europa con i Jurassic 5, nel 2004 Abs e Fase hanno pubblicato l'album dal titolo Flowtation Device. Abdominal è anche apparso sul secondo album di Dj Format dal titolo If You Can't Join 'Em... Beat 'Em del 2005 assieme ad un altro rapper canadese, D-Sisive.
Il suo primo album solista, Escape From The Pigeon Hole, è stato pubblicato a maggio 2007 nel Regno Unito dalla Antidote Records e contiene collaborazioni con Dj Format, Cut Chemist, Dj Fase, Dj Serious, Notes to Self, Circle Research, Young Einstein del gruppo Ugly Duckling ed i musicisti jazz The Elizabeth Shepherd Trio.
Abdominal si differenzia dalla maggior parte dei rapper per gli argomenti che tratta nelle sue tracce: fast food e domeniche d'estate tra i suoi argomenti, ma anche esperienze come corriere in bici, relazioni sentimentali. Il suo brano "T. Ode", sulla vita a Toronto, include un'introduzione del sindaco David Miller.
A fianco all'attività in studio, Abdominal appare anche regolarmente al Supermarket Club di Toronto nei 'Do Right Saturdays' assieme a DJ Fase ed altri artisti della scena hip hop della città canadese.
Nel giugno 2007 Abdominal ha iniziato un tour nel Regno Unito con DJ Fase. Durante una performance al Jazz Café di Londra, Abdominal e DJ Fase hanno coinvolto Dj Format in una versione di un brano di quest'ultimo, "Ill Culinary Behaviour".

## Discografia

### Album
- Flowtation Device (2001) (with DJ Fase)
- Escape from the Pigeon Hole (2007)
- Sitting Music (2012) (with The Obliques)

### EP
- Ab Flex (1998)
- Pedal Workout Remix EP  (2009)

### Live albums
- Off the Top (2005)

### Singoli
- The Vinyl Frontier / Fly Antics (1999) (with DJ Fase)
- A Good Day / Slow & Deliberate (2004) (with DJ Fase)
- Abdominal Workout (2007)
- Pedal Pusher (2007)